# Фюрстенвальдский мир
Фюрстенвальдский договор (нем. Vertrag von Fürstenwalde) — подписанный 18 августа 1373 года договор, по которому курфюрст и маркграф Бранденбурга Оттон V отдавал ряд замков и городов в Верхнем Пфальце и маркграфство в обмен на компенсацию 500 тыс. гульденов императору Священной Римской империи Карлу IV. Положил конец примерно 50-летнему правлению Виттельсбахов.

## Предыстория и последствия

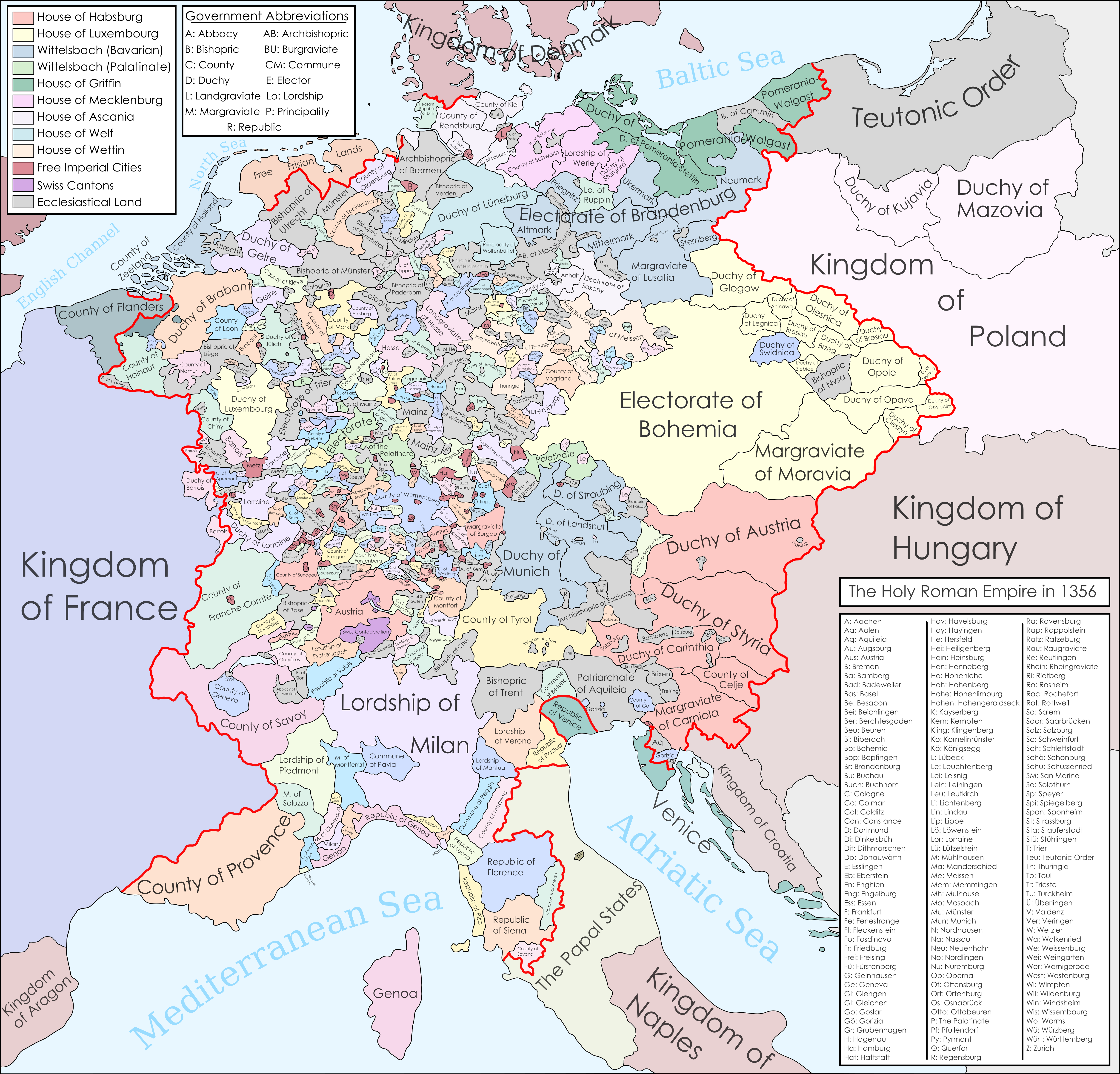
Священная Римская империя в 1356 году.

Подписанный в 1363 году договор гарантировал наследование маркграфства Бранденбург императору Священной Римской империи Карлу IV, если его правители из династии Виттельсбахов останутся бездетными. Когда в 1365 году умер маркграф Брандербурга Людовиг, его младшему брату и соправителю Оттону был всего 21 год. В октябре того же года он передал Карлу IV управление Бранденбургом на шесть лет, после чего Карл прислал ряд советников и чиновников. В 1366 году Карл также женил Отто на своей дочери Екатерине, в результате чего зять все чаще проводил время при дворе в Праге и мало занимался своими владениями. В 1367 году Карл IV получил в залог Нижнюю Лужицу. В 1368 году Оттон отстранил иностранных советников во время второго похода Карла IV в Италию в 1368—1369 годах и нашел поддержку у бранденбургской знати.
По прошествии шести лет летом 1371 года Карл IV вместе с войском вступил в Брандербургское маркграфство. После наступившего перемирия в этом-же году он повторно вторгся в 1373 г., принудив зятя полностью отказаться от власти над Брандербургом. Пользуясь союзом со своими родственниками — баварскими герцогами, Оттон добился компенсации за утраченные земли в 500 тыс. гульденов и должность епископа Брандербурга, сохранив за собой титул курфюрста и маркграфа. Оттон отправился в замок Вольфштайн на Изаре недалеко от баварского Ландсхута.
Вместе с Бранденбургом Карл также получил ещё один голос курфюрста, необходимый на императорских выборах. В 1376 году в ходе выборов нового императора Оттон участвовал в голосовании, по итогу которого был избран сын Карла Вацлав. Бранденбург также имел важное значение для контроля торговых путей, ведущих из чешских и силезских владений Люксембургов к Балтийскому и Северному морям. Ради этого Карл отказался от своего проекта расширения своего государства на запад, а приобретенные ранее владения северных гау в Верхнем Пфальце достались Оттону. Новый владелец обеспечил эффективное управление: расширил Тангермюнде, сделал перепись имущества маркграфства в земельной книге 1375 года. Бранденбургское маркграфство оставалось в руках Люксембургов до 1415/17 года, когда император Сигизмунд передал его своему соратнику Фридриху из франконской династии Гогенцоллернов.
К соглашению о передаче и компенсации было подписано также несколько дополнительных соглашений.|
18 августа 1373 года преемник и племянник Отто Фридрих Баварский отказался от претензий на маркграфство от своего лица, отца Стефана II и братьев Стефана и Иоганна II

## Документы
Адольф Фридрих Ридель собрал некоторые документы и заявление об отречении Оттона V в дипломатическом кодексе Бранденбурга.